# Eriocaulon poluense
Eriocaulon poluense là một loài thực vật có hoa trong họ Eriocaulaceae. Loài này được F.T.Wang & Tang mô tả khoa học đầu tiên năm 1934.